# Ubiraçu
Ubiraçu é um distrito do município brasileiro de Canindé, no interior do estado do Ceará. Segundo o censo demográfico de 2022, realizado pelo Instituto Brasileiro de Geografia e Estatística (IBGE), sua população era de 3 626 habitantes e havia 1 173 domicílios particulares permanentes ocupados.
Foi criado com o nome de Jatobá pelo ato estadual de 24 de junho de 1907. Passou a se chamar Ubiraçu pelo decreto-lei estadual nº 1.114 de 30 de dezembro de 1943. No censo de 2010 do IBGE figurava com o nome de Salitre, porém voltou a aparecer com a denominação Ubiraçu no censo de 2022.